# Colocleora bergeri
Colocleora bergeri là một loài bướm đêm trong họ Geometridae.